# Pierre Laujon
Pierre Laujon (Parigi, 13 gennaio 1727 – Parigi, 13 luglio 1811) è stato un paroliere e drammaturgo francese, zio di Pierre-Yves Barré.
Fu anche un celebre cantante di goguette.

## Biografia
Appena uscito dal collège Louis-le-Grand, debuttò al teatro, dove i suoi successi gli fecero guadagnare la benevolenza del conte di Clermont, che lo nominò suo segretario. Quindi occupò lo stesso posto nella casa del principe di Condé e diresse le celebrazioni al castello di Chantilly. Sostituì Gentil-Bernard come segretario generale dei dragoni, cosa che gli assicurò lo stipendio considerevole di 20 000 livre all'anno.
Membro della Deuxième société du Caveau (1759–1789), dove aveva cantato con Charles-François Panard, Alexis Piron e Charles Collé, partecipò alle cene della Société du Caveau con Armand Gouffé e Marc-Antoine Désaugiers. Frequentò anche l'Union des arts et de l'amitié en goguette e des Enfants d'Apollon. Fu amico del celebre cantante di strada Aubert.
Nel 1807, all'età di ottant'anni, fu eletto membro dell'Académie française nella classe di lingua e letteratura francese dell'Istituto imperiale.

## Opere
- 1745: La Fille, la veuve et la femme, parodia di Fêtes de Thalie, Théâtre italien de Paris, 21 agosto
- 1747: Daphnis et Chloé, pastorale, Parigi, Académie royale de musique, 28 settembre
- 1747–1748: Recueil des comédies et ballets, rappresentazione teatrale di piccoli spettacoli dell'inverno 1747-1748
- 1750: La Journée galante, balletto eroico in tre atti, rappresentato in presenza de Re, nel teatro di Versailles, 25 febbraio
- 1754: Zéphire et Fleurette, parodia in un atto da Zelindor di François-Augustin de Paradis de Moncrif, Théâtre italien di Parigi, 23 marzo
- 1756: L'Amour impromptu, parodia dell'atto di Eglé, Parigi, Théâtre national de l'Opéra-Comique, 10 luglio
- 1762: Armide, parodia dell'opera Armide, in 4 atti, Théâtre italien di Parigi, 11 gennaio
- 1763: Ismène et Isménias, ou la Fête de Jupiter, opera in tre atti, rappresentata in presenza del Re, a Choisy, il 13 giugno
- 1765: Silvie, opera in tre atti e un prologo, rappresentata in presenza del Re, a Fontainebleau, 17 ottobre
- 1771: L'Amoureux de quinze ans, ou la Double fête, commedia in prosa in tre atti, intervallata da ariette, Théâtre italien di Parigi, 18 aprile
- 1776: Æglé, balletto eroico in un atto, rappresentata in presenza del Re, a Fontainebleau, 4 novembre
- 1777: Matroco, dramma burlesco in versi in 4 atti, intervallato da ariette e vaudeville, rappresentata in presenza del Re, Théâtre italien di Parigi
- 1782: Le Poète supposé, ou les Préparatifs de fête, commedia in tre atti in prosa, intervallata da ariette e vaudeville, Théâtre italien di Parigi, 25 aprile
- 1790: Le Couvent, ou les Fruits du caractère et de l'éducation, commedia in un atto in prosa, Parigi, Théâtre de la Nation, 16 aprile
- 1806: Le Juif bienfaisant, ou les Rapprochements difficiles, commedia in cinque atti in prosa, ad imitazione dall'inglese, Rouen in giugno